# ادوارد نالباندیان (کارآفرین)
ادوارد نالباندیان ( انگلیسی: Edward G. Nalbandian؛ ۲۹ دسامبر ۱۹۲۷ – ۲۲ فوریهٔ ۲۰۰۶) کارآفرین ارمنی‌تبار اهل ایالات متحده آمریکا بود.

## زندگی‌نامه
وی در ۲۹ دسامبر ۱۹۲۷ در بلمونت، ماساچوست به دنیا آمد . وی در ۲۲ فوریهٔ ۲۰۰۶ در سن ۷۸ سالگی در لس آنجلس، کالیفرنیا در اثر ابتلا به بیماری آلزایمر درگذشت